# The Raymen
The Raymen ist eine deutsche Rockabilly-Band, die von dem Sänger Hank Ray 1985 in Lünen gegründet wurde und deren Mitglieder, bis auf den Gründer der Band, häufig wechselten. Neben den Waltons und Rumble on the Beach gehörten sie zu den originellsten Vertretern der deutschen Rockabilly-Szene. Das Magazin Rock Hard urteilt über das Album Hollywood Hell: „Hank Ray und The Raymen präsentieren uns ganz neue Seiten des King of Rock ’n’ Roll.“

## Diskografie
Alben (Auswahl)
- 1985: Going Down to Death Valley (mit Jörg Michael)
- 1986: Desert Drive (mit einer Version vom Elvis-Presley-Klassiker His Latest Flame)
- 1987: From the Trashcan to the Ballroom
- 2000: Hollywood Hell